# The Terms of the Will
The Terms of the Will est un film muet américain réalisé par Joseph A. Golden et sorti en 1911.

## Fiche technique
- Titre : The Terms of the Will
- Réalisation : Joseph A. Golden
- Société de production : Pathé Frères
- Date de sortie : 
  -  États-Unis : 9 novembre 1911

## Distribution
- Pearl White